# Cathédrale de Strängnäs
La cathédrale de Strängnäs (Strängnäs domkyrka en suédois) est la cathédrale de la ville de Strängnäs dans le comté de Södermanland en Suède. Depuis la Réforme protestante, elle est le siège du diocèse luthérien de Strängnäs.

## Historique

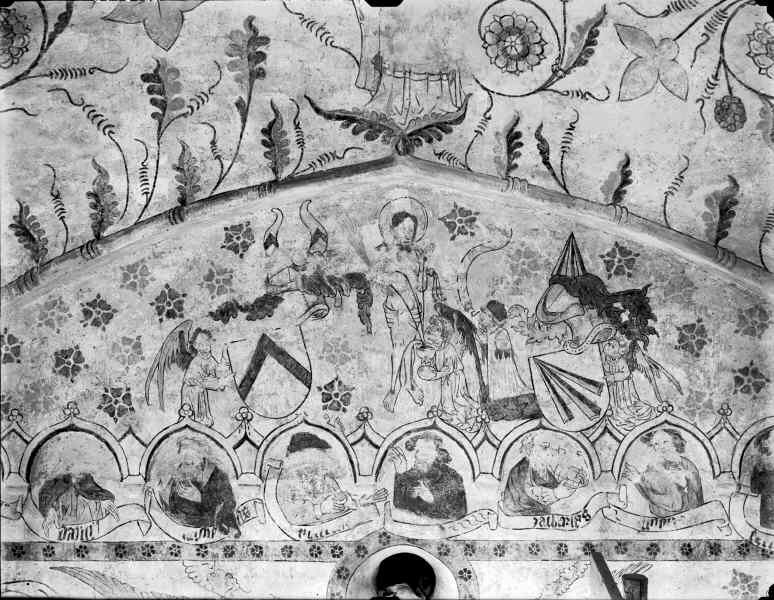
Peintures murales de la cathédrale de Strängnäs

La première église de la ville fut construite en bois, probablement durant les premières décennies du XIIe siècle, à un endroit où se déroulaient des rituels païens et où avait été tué le missionnaire Saint Eskil au milieu du XIe siècle. 
L'église en bois est ensuite remplacée par une église gothique en brique, à partir du XIIIe siècle, alors que la ville de Strängnäs venait d'être mis à la tête d'un diocèse. Elle est consacrée en 1291, mais les travaux se poursuivent les siècles suivants. Les travaux s'arrêtent en 1342 alors que seuls la nef et les bas-côtés sont terminés. Le chœur est ajouté au XVe siècle.
La cathédrale est composée de trois nefs placées entre un chœur à l'est et une tour à l'ouest. La nef et le chœur sont recouverts de voutes d'ogive. Le chœur est entouré de chapelles latérales dont une au nord qui accueille la sacristie.
La tour située à l'ouest, haute de 96 mètres, a été construite dans les années 1740. Entre la tour et la nef subsistent des vestiges de la porte de l'église originale.

## Nécropole royale
La cathédrale renferme les sépultures de :
1. Sten Sture le Vieil, vice-roi de Suède (1440 - 14 décembre 1503) (fils de Gustave Anundsson Sture)
2. Isabelle de Suède, princesse de Suède (1564 - 18 janvier 1566) (fille de Jean III de Suède et de Catherine Jagellon)
3. Charles IX de Suède, roi de Suède (4 octobre 1550 - 30 octobre 1611) (fils de Gustave Ier Vasa et de Marguerite Lejonhufvud)
4. Marie de Palatinat-Wittelsbach, princesse de Suède (24 juillet 1561 - 29 juillet 1589) (première épouse de Charles IX de Suède)
5. Christine de Holstein-Gottorp, reine consort de Suède (13 avril 1573 - 8 décembre 1625) (seconde épouse de Charles IX de Suède)

## Le trésor de la cathédrale
Le 31 juillet 2018, deux cambrioleurs s'emparent de plusieurs trésors royaux, datant du règne de Charles IX et de Christine de Suède : deux couronnes et un orbe. La Police suédoise, dans un communiqué du 5 février 2019, annonce que tout le butin, d'une valeur de 65 millions de couronnes suédoises (6,3 millions d'euros), a été retrouvé dans une poubelle près de Stockholm.

## Bibliothèque
La bibliothèque de la cathédrale de Strängnäs prend ses origines en l'année 1316, lorsqu'elle est construite par les évêques Kort Rogge et Johannes Matthiae. Elle est ensuite enrichie par la reine Christine grâce à des butins de guerre, en particulier dans les villes de Prague, Olmutz et Nikolsburg.

## Galerie d'images

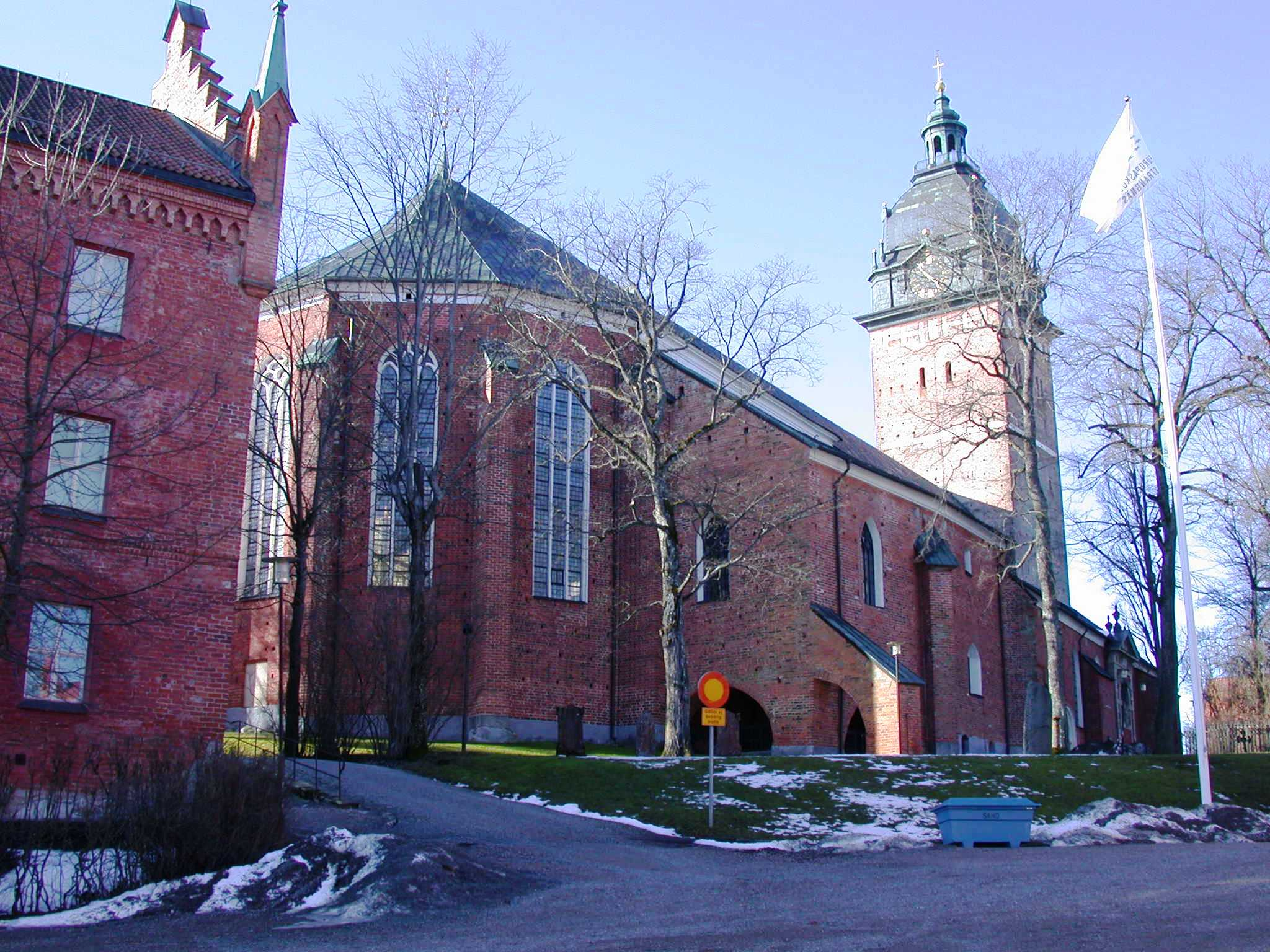
Vue extérieure n°1 (nord-est)
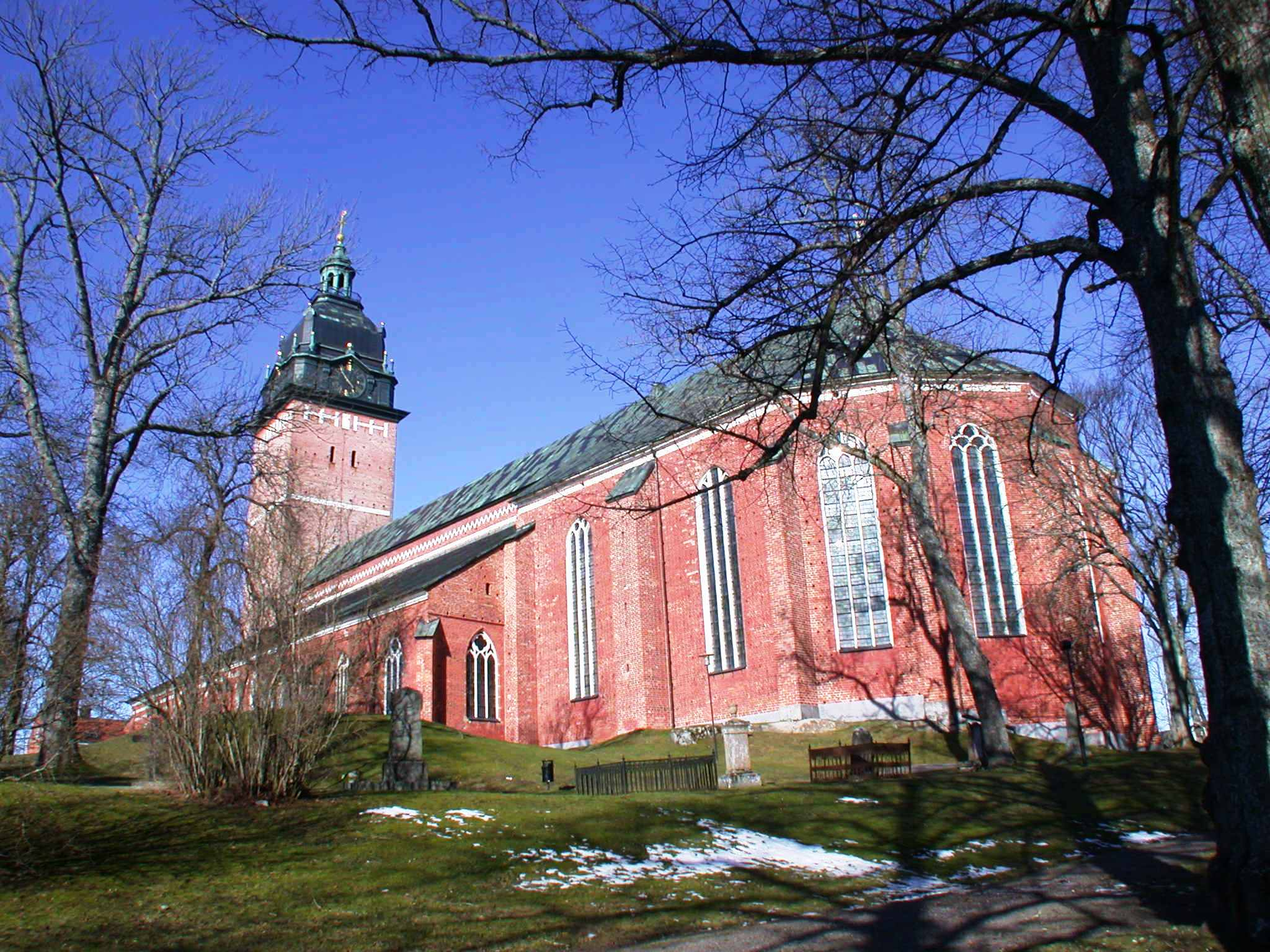
Vue extérieure n°2 (sud-est)
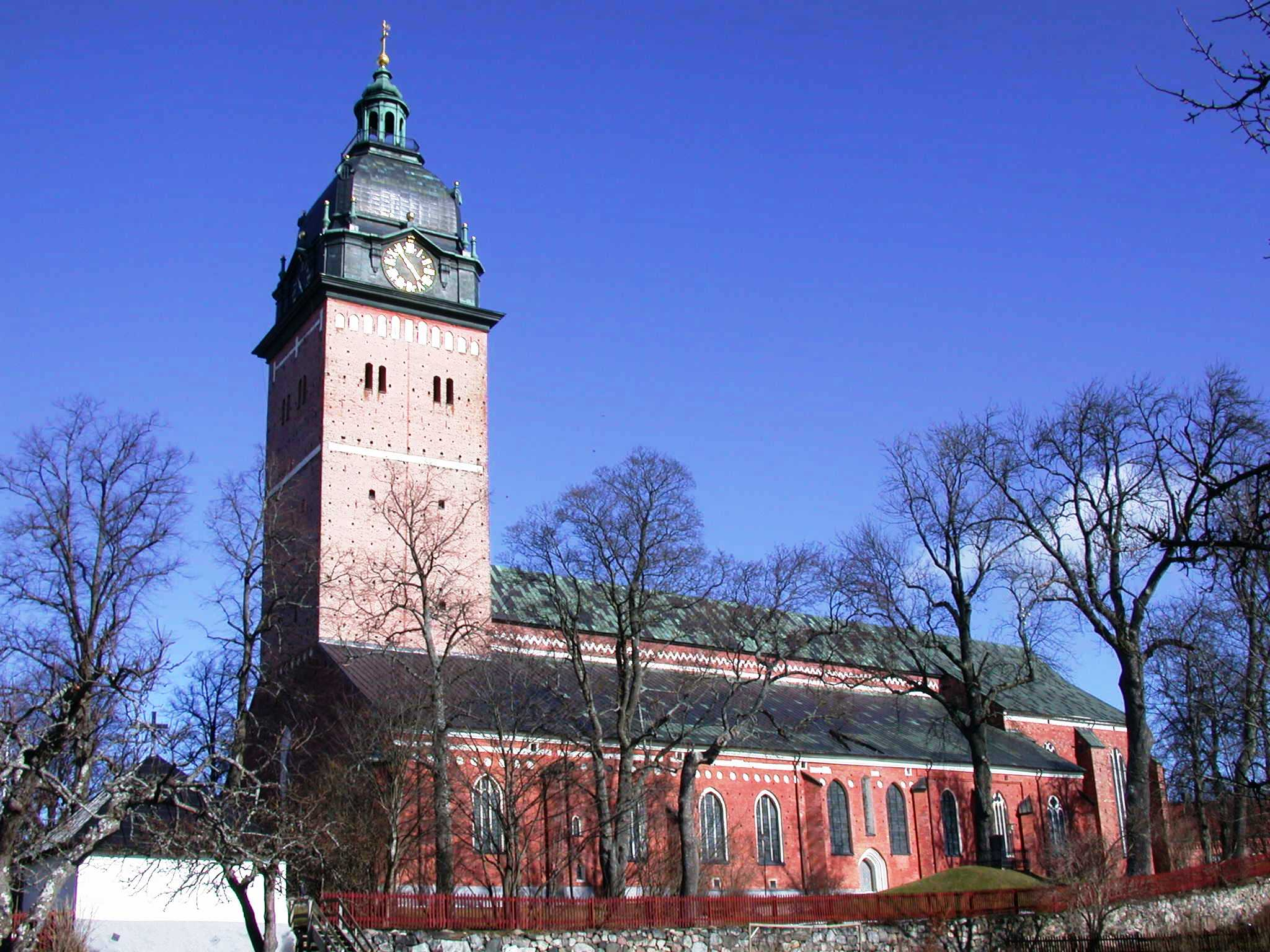
Vue extérieure n°3 (sud)
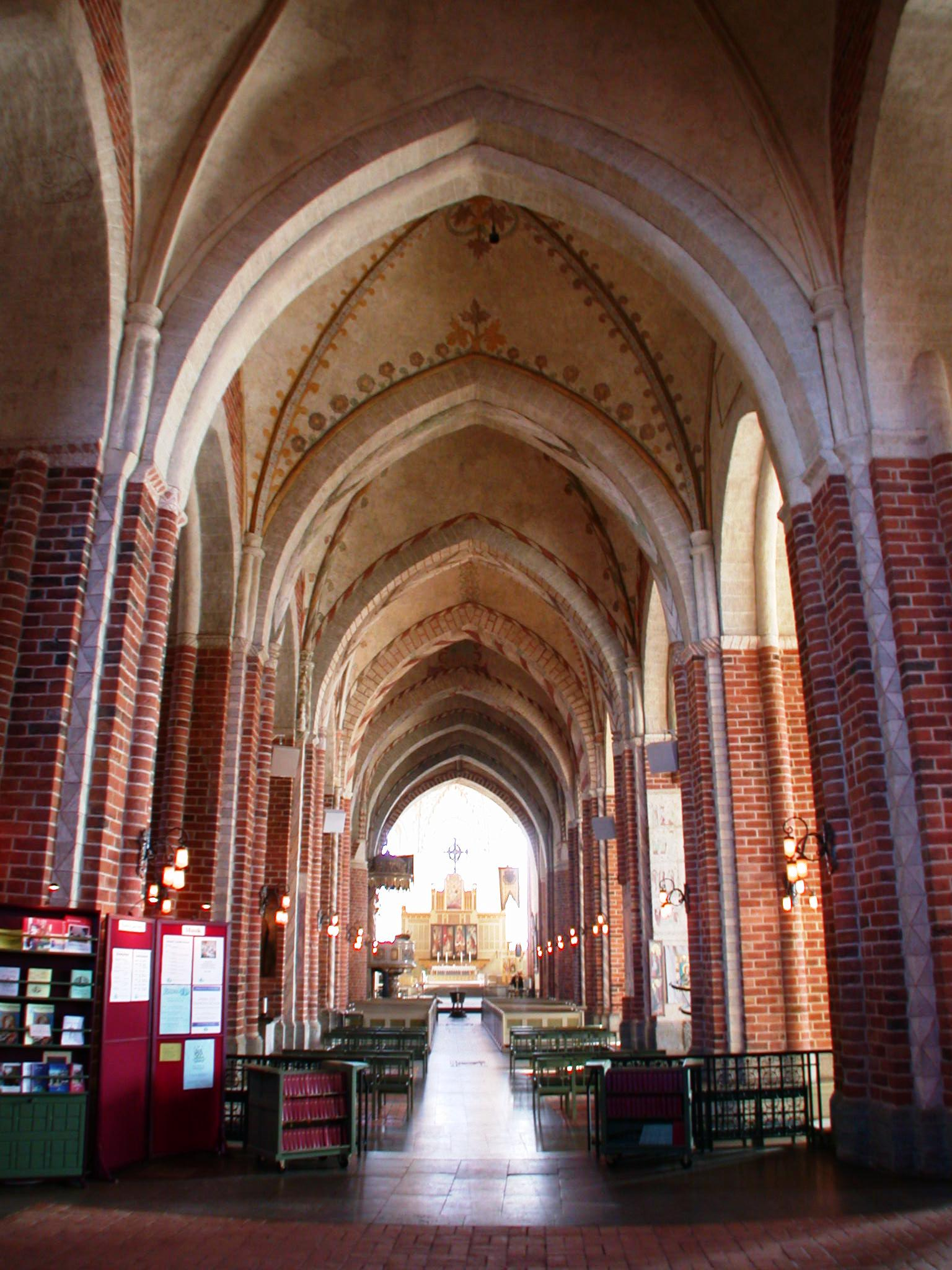
Nef de la cathédrale
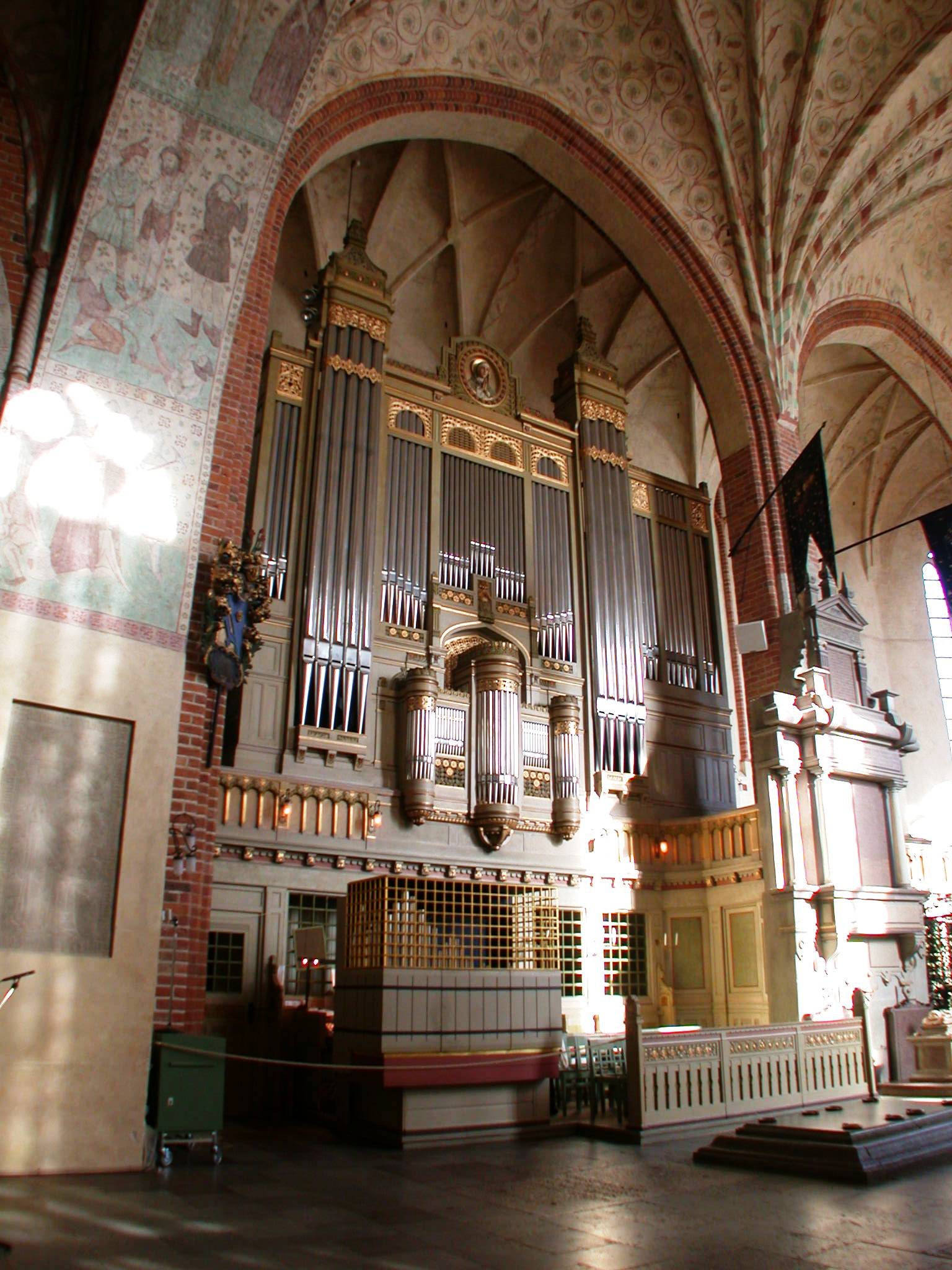
Orgue datant de 1971
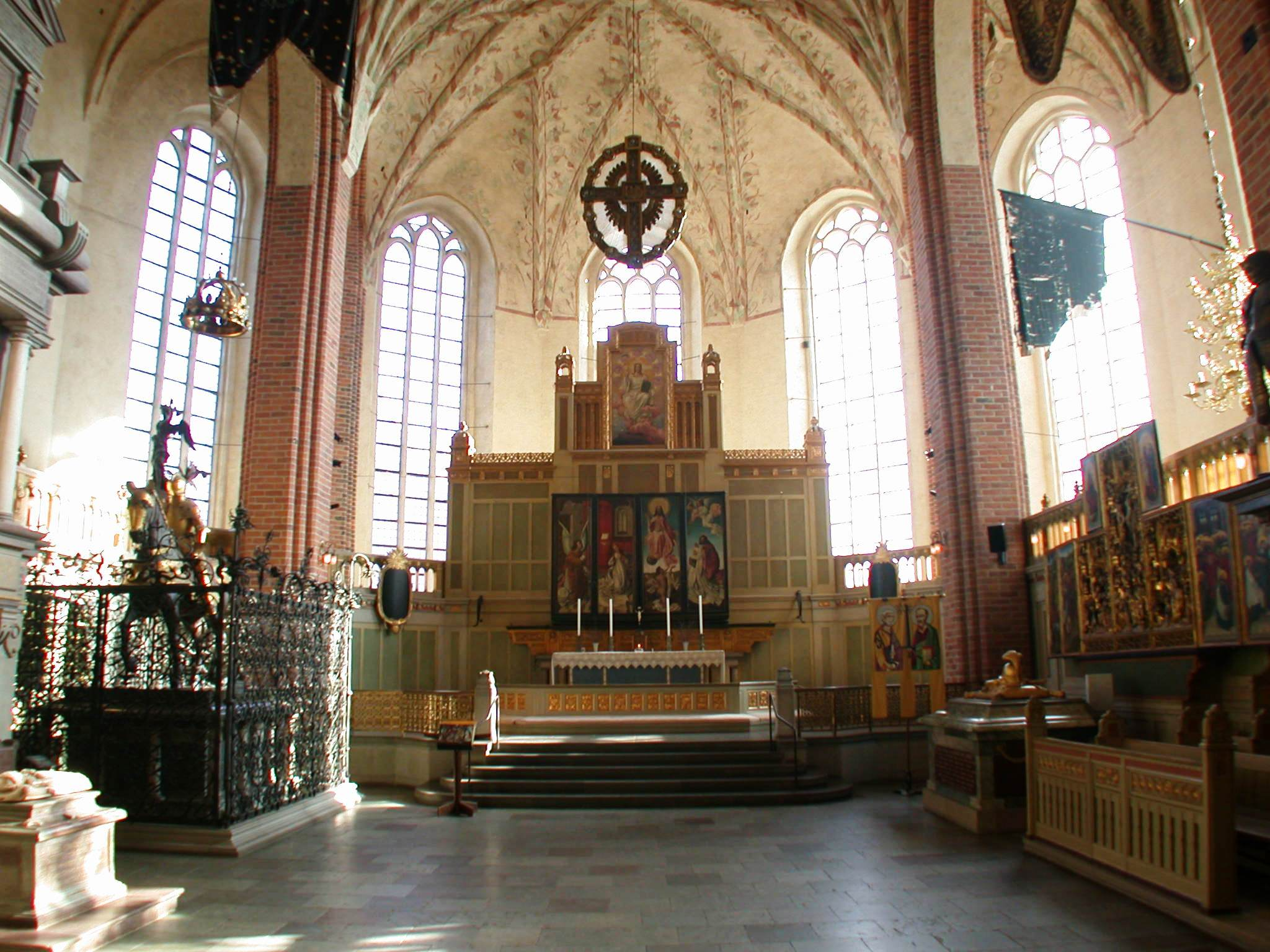
Chœur de la cathédrale
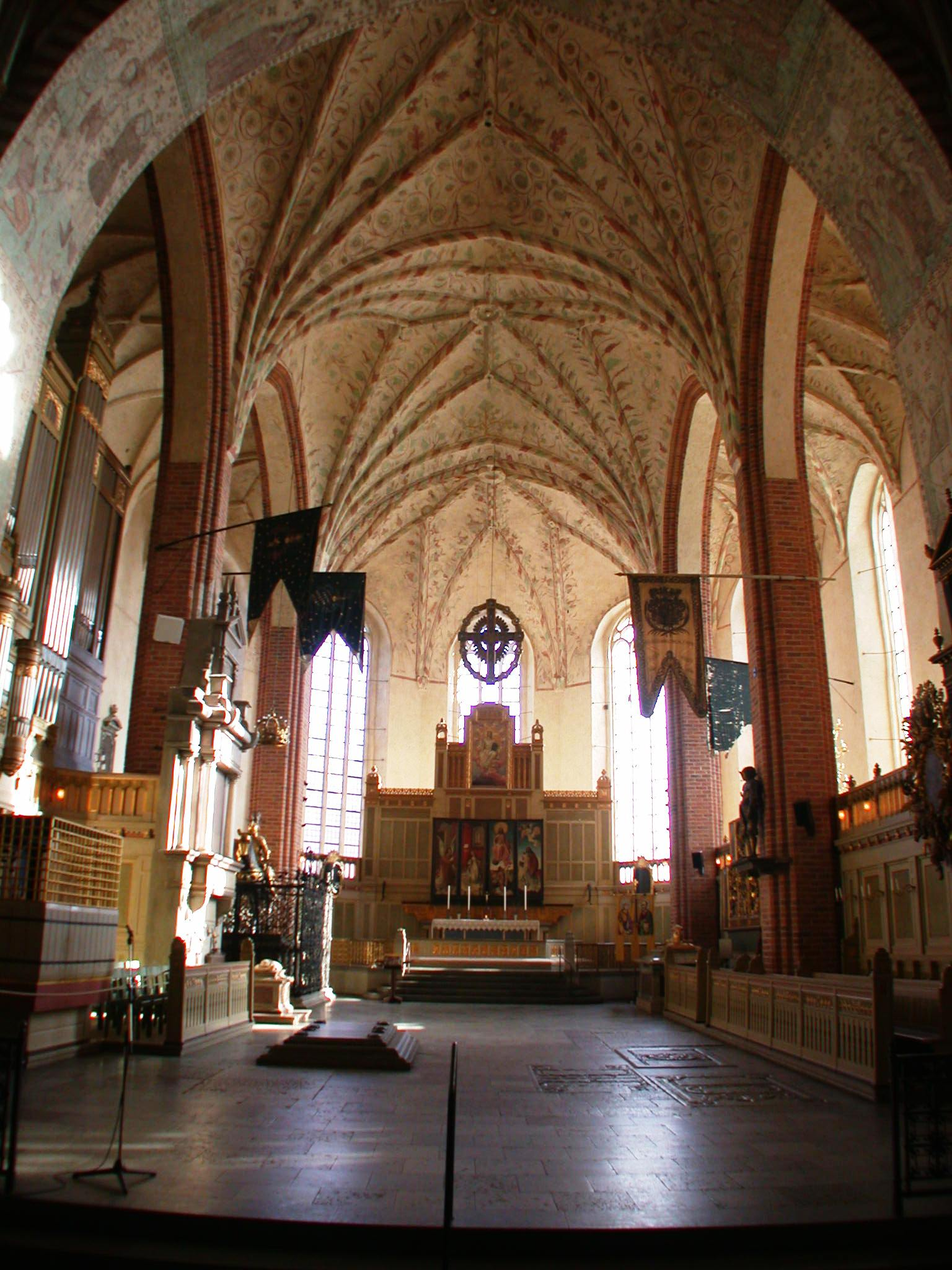
Voutes d'ogive
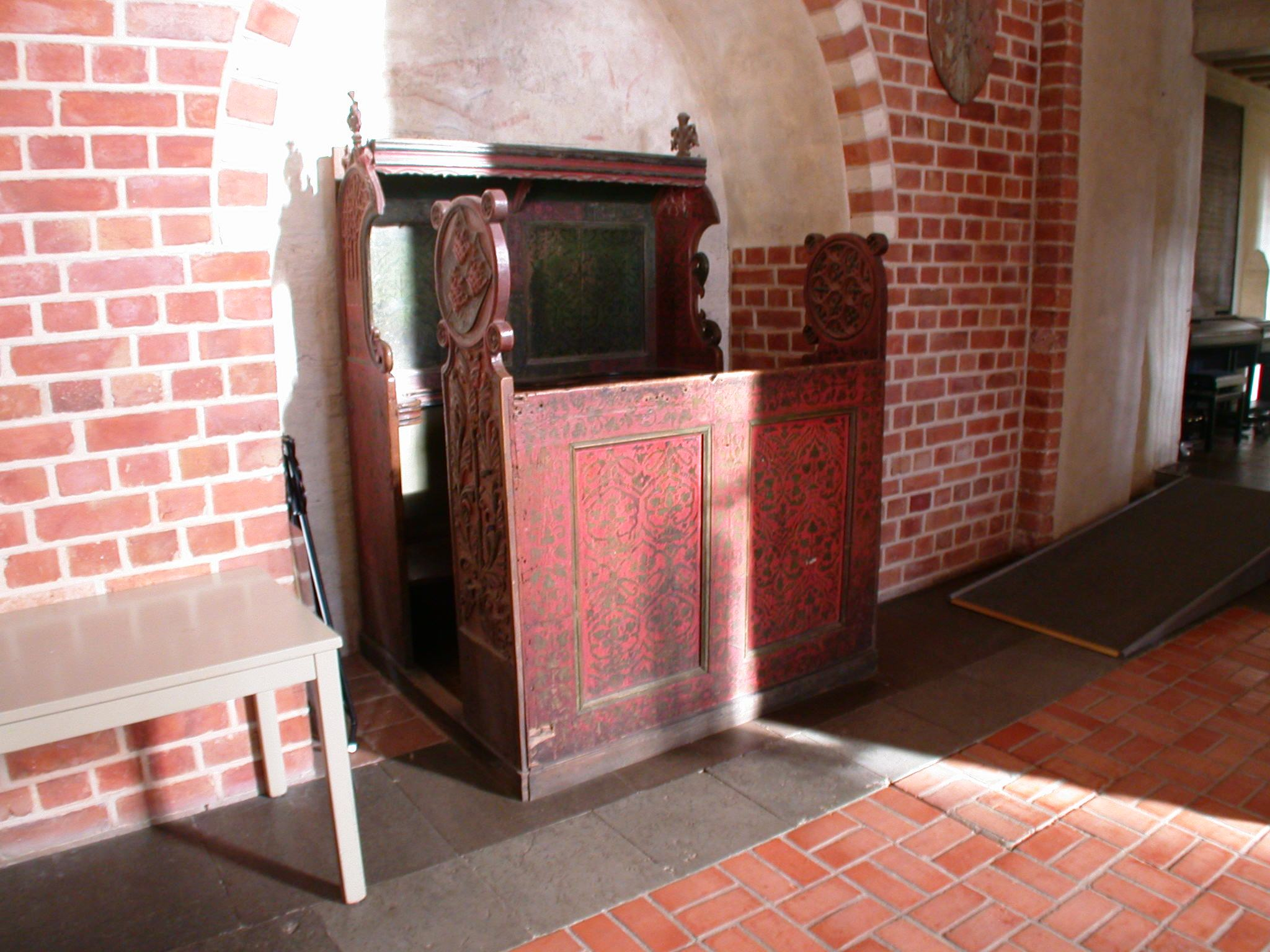
Détail d'un meuble de la cathédrale
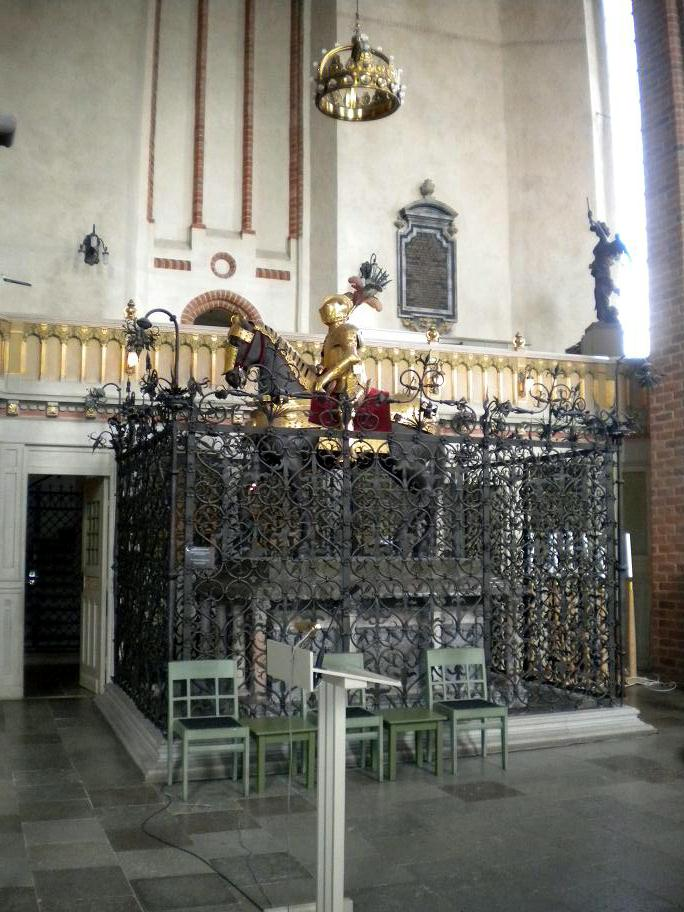
Tombeau de Charles IX de Suède et de ses deux épouses
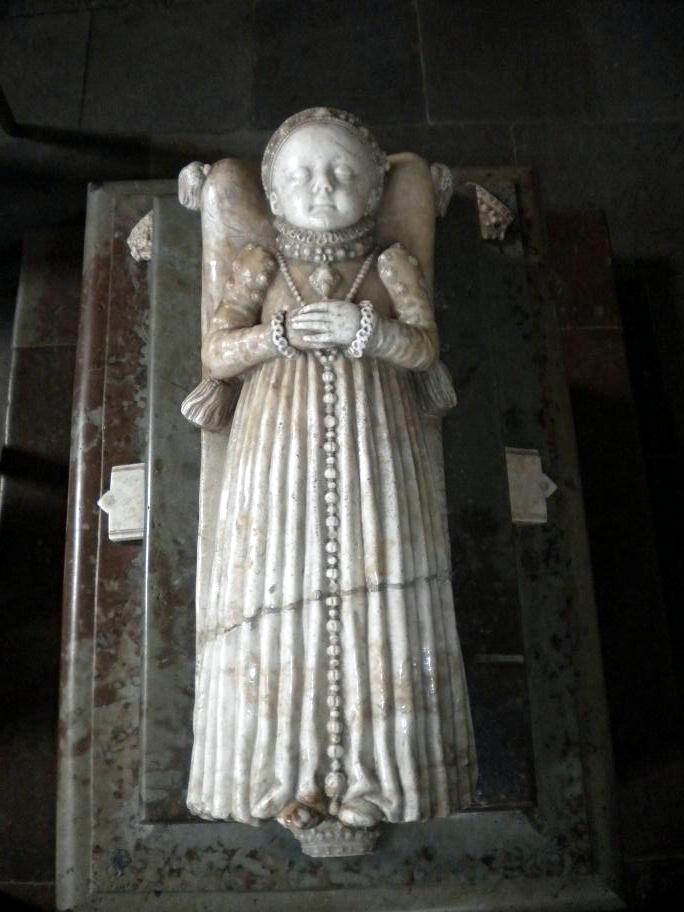
Tombeau d'Isabelle de Suède